# Prințesa Marie de Waldeck și Pyrmont
Georgine Henriette Marie, Prințesă de Waldeck și Pyrmont (23 mai 1857  –  30 aprilie 1882) a fost a treia fiică a lui George Victor, Prinț de Waldeck și Pyrmont și a soției lui, Prințesa Elena de Nassau, sora vitregă a lui Adolf, Mare Duce de Luxemburg.

## Arbore genealogic
1. ↑  Dictionary of Women Worldwide[*] Verificați valoarea |titlelink= (ajutor)